# Міллвілл (Каліфорнія)
Міллвілл (англ. Millville) — переписна місцевість (CDP) в США, в окрузі Шаста штату Каліфорнія. Населення — 724 особи (2020).

## Географія
Міллвілл розташований за координатами 40°33′34″ пн. ш. 122°10′32″ зх. д. / 40.55944° пн. ш. 122.17556° зх. д. (40.559569, -122.175569).  За даними Бюро перепису населення США в 2010 році переписна місцевість мала площу 21,27 км², з яких 20,84 км² — суходіл та 0,43 км² — водойми.

## Демографія
Згідно з переписом 2010 року, у переписній місцевості мешкало 727 осіб у 268 домогосподарствах у складі 215 родин. Густота населення становила 34 особи/км².  Було 287 помешкань (13/км²).
Расовий склад населення:
| - 92,6 % — білих - 0,8 % — корінних американців - 0,8 % — азіатів - 0,1 % — вихідців з тихоокеанських островів - 3,0 % — осіб інших рас |

До двох чи більше рас належало 2,6 %. Частка іспаномовних становила 6,9 % від усіх жителів.
За віковим діапазоном населення розподілялося таким чином: 24,5 % — особи молодші 18 років, 56,9 % — особи у віці 18—64 років, 18,6 % — особи у віці 65 років та старші. Медіана віку мешканця становила 47,4 року. На 100 осіб жіночої статі у переписній місцевості припадало 93,9 чоловіків;  на 100 жінок у віці від 18 років та старших — 94,0 чоловіків також старших 18 років.
Середній дохід на одне домашнє господарство  становив 88 232 долари США (медіана — 64 028), а середній дохід на одну сім'ю — 97 071 долар (медіана — 76 477). Медіана доходів становила 52 500 доларів для чоловіків та 87 614 долари для жінок. За межею бідності перебувало 10,3 % осіб, у тому числі 19,2 % дітей у віці до 18 років та 4,5 % осіб у віці 65 років та старших.
Цивільне працевлаштоване населення становило 272 особи. Основні галузі зайнятості: освіта, охорона здоров'я та соціальна допомога — 28,7 %, науковці, спеціалісти, менеджери — 13,6 %, мистецтво, розваги та відпочинок — 12,9 %, будівництво — 12,5 %.